# Constructie staal DIN 20
Constructie staal DIN 20 is een kunstwerk in Amsterdam-West.
De schepping van kunstenaar André Volten staat aan de Wiltzanghlaan (bij huisnummer 60). Het werk is samengesteld uit H-profielen. Volten experimenteerde in de jaren zestig vaker met deze bouwonderdelen. Net als zijn Constructie H-Balk DIN 30, dat in Amsterdam-West nabij de Sloterplas staat, kent dit object alleen lijnen langs X-, Y- en Z-assen; diagonalen komen niet voor. Het verschil tussen beide sculpturen zit in de lengte van de gebruikte profielen. Constructie H-Balk DIN 30 geeft allerlei lengtes te zien, waarbij er slechts één H-profiel in kubusvorm is gebruikt. Constructie staal DIN 20 is geheel uit die kubusvormen opgebouwd. Er zijn dan drie varianten, staand, liggend en gedraaid. Het beeld leverde Volten de "Prix de la Critique voor monumentale kunst" op.
Constructie staal DIN20 stamt uit 1965, al had het toen de titel Onze stad. Het was Voltens bijdrage aan de beeldententoonstelling ter viering van honderd jaar Vondelpark. Van Pablo Picasso stond daar toen Figure découpée, net als Wim T. Schippers’ Stoel. Het werk werd toen wel gezien als toegepaste kunst; het diende veelvuldig als klauterrek voor kinderen, net als de stoel van Schippers. De Hogere technische school aan de Wiltzanghlaan kocht het beeld aan. Het beeld overleefde het vertrek van de HTS, het gebouw biedt in 2018 onderdak aan een hostel, woonwerkstudio’s voor creatieven, restaurant en een galerie, een zogenaamde WOW.